# Архейський еон
Архе́йський ео́н, архей — еон, що наступив після гадею і передував протерозою. Межі архею проводять по 4,0 млрд і 2,5 млрд років тому.
Раніше архей розглядався як ера. Нині поділяється на 4 ери:
- еоархей (4,0—3,6 млрд років тому),
- палеоархей (3,6—3,2 млрд років тому),
- мезоархей (3,2—2,8 млрд років тому),
- неоархей (2,8—2,5 млрд років тому).

Породи архейської ери складають фундамент давніх платформ і виходять на поверхню на ділянках їх щитів (в Україні — на ділянці Українського щита). Відклади, що утворилися протягом архейського еону, складають архейську еонотему.
У більшості регіонів архейські відклади представлено здебільшого гранітоїдами, гнейсами, сланцями, амфіболітами, а також мармурами та кварцитами. Органічні залишки — мікроскопічні примітивні одноклітинні рослини (водорості) — знайдені в найдавніших породах, починаючи з 3 млрд років. З породами архейського еону пов'язано родовища руд хромітів (Австралія, Північна Америка, Африка), мідно-нікелевих руд, золота, заліза[джерело?] (Канадський щит, Балтійський щит, Австралія), колчедано-мідно-золото-срібна мінералізація, силіманіт, корунд, рідкіснометалічні пегматити.